# Beachcomber Hotels
Beachcomber Resorts & Hotels est un groupe hôtelier mauricien dont le siège social se trouve à Curepipe.

## Histoire
En 1952, Mauritius Hotels ouvre son premier hôtel, le Park Hotel à Curepipe en région centrale (aujourd'hui en partie reconverti en siège social du groupe). Mauritius Hotels est la filiale du groupe Rogers Co Ltd, filiale mauricienne de la compagnie aérienne australienne Queensland and Northern Territory Aerial Services Ltd (Qantas) qui vient d'ouvrir la ligne Perth-Johannesburg via l'île Maurice,. Hotel Mauritius ouvre le Chaland (sud-est de l’île) et le Morne Plage (Péninsule du Morne) en 1962.
En 1964, Mauritius Hotels fusionne avec Morne Plage Vatel pour créer le groupe New Mauritius Hotels Ltd (NMH). Le groupe ouvre le Brabant (précédemment le Morne Plage sur la Péninsule du Morne) en 1967, le Trou aux Biches (Nord de l'île) en 1971, Dinarobin Pierre Desmarais Hotel (La Péninsule du Morne) en 1972, le Royal Palm (Nord de l'île) en 1985, et le Shandrani (précédemment Le Chaland) en 1991.
La marque Beachcomber est créée en 1980.
En 1992, New Mauritius Hotels reprend l'hôtel Pullman (Grand-Baie) qui devient Le Mauricia par la suite, puis le Mariya hotel (Pointe aux Piments) qui devient Le Victoria par la suite. Le Paradis Hotel & Golf Club (précédemment le Brabant and the Dinarobin Pierre Desmarais Hotel) ouvre en 1996 sur la Péninsule du Morne. Le groupe rachète le Le Canonnier (Nord de l'île) en 1997. En 1999, le groupe crée la Fondation Espoir Développement (FED) pour gérer le développement social des établissements.
New Mauritius Hotels ouvre le Dinarobin Hotel Golf & Spa (Péninsule du Morne) en 2001 et le Sainte Anne Resort & Spa (île de Sainte Anne aux Seychelles) en 2002.
En 2011, le groupe ouvre son nouveau siège social baptisé le Beachcomber House. Fin 2013, Beachcomber ouvre le Royal Palm à Marrakech au Maroc. En 2015, Gilbert Espitalier-Noël  est nommé CEO de Beachcomber. En 2016, le groupe adopte une nouvelle identité et architecture de marque pour Beachcomber Resorts & Hotels, et introduit le slogan "The art of beautiful". En mai 2017, le groupe cède la gestion de son établissement marocain (Royal Palm Beachcomber Luxury Marrackech) au groupe Fairmont Hotels and Resorts, puis celle de son hôtel sur l'île Sainte Anne au Club Med en novembre 2017. En juillet 2018, le groupe annonce l'ouverture planifiée de son 9e hôtel Les Salines Beachcomber Resort & Spa (Rivière Noire). En juillet 2019, Beachcomber obtient la certification écologique EarthCheck.

## Description
La marque Beachcomber Hotels and Resorts est gérée par le groupe New Mauritus Hotels Ltd.

## Établissements
Le groupe Beachcomber Hotels possède dix hôtels.
| Pays       | Photo                                         | Nom                                             | Lieu                 |
| ---------- | --------------------------------------------- | ----------------------------------------------- | -------------------- |
| Maurice    |                                               | Royal Palm Beachcomber Luxury                   |                      |
| Maurice    | Dinarobin Beachcomber Golf Resort & Spa       |                                                 |                      |
| Maurice    | Paradis Beachcomber Golf Resort & Spa         |                                                 |                      |
| Maurice    | Shandrani Beachcomber Resort & Spa            |                                                 |                      |
| Maurice    | Trou aux Biches Beachcomber Golf Resort & Spa |                                                 |                      |
| Maurice    | Victoria Beachcomber Resort & Spa             |                                                 |                      |
| Maurice    | Canonnier Beachcomber Golf Resort & Spa       |                                                 |                      |
| Maurice    | Mauricia Beachcomber Resort & Spa             |                                                 |                      |
| Seychelles |                                               | Beachcomber Seychelles Sainte Anne Resort & Spa | Île Sainte Anne      |
| France     |                                               | Beachcomber French Riviera Resort & Spa         | entre Nice et Cannes |

## Sponsoring
La première édition de la Beachcomber Golf Cup est organisée en octobre 2018, et la deuxième édition l'année suivante au Golf de Saint-Germain à Maurice.
Du 30 avril au 4 mai 2019 est organisée la première édition du Beachcomber Mauritius Ladies Open, une compétition de golf féminin amateur organisé sur le parcours de Mont Choisy à Maurice.